# آرانخا
آرانگا (به اسپانیایی: Aranga) یکی از دهستان‌های اسپانیا است.

## خصوصیات
آرانگا ۱۲۰٫۴۹ کیلومترمربع مساحت و ۲٬۲۷۴ نفر جمعیت دارد.